# Usagi Drop
Усаги Дроп (на японски: うさぎドロップ, Usagi Doroppu, буквално „Изоставеното зайче“), още срещано и като Bunny Drop, е японска манга-поредица създадена от Юми Унита. Поредицата е публикувана в списание Feel Young от октомври 2005 г. до април 2011 г. Аниме-адаптацията е осъществена от компанията Production I.G от 8 юли 2011 г. до 16 септември същата година. Освен анимирания сериал по мангата е заснет и игрален филм със същото заглавие, чиято премиера в Япония е на 20 август 2011 г.

## История
При смъртта на своя дядо тридесет годишния ерген Дайкичи разбира, че покойния е имал връзка с много по-млада жена и продукт на тази връзка е едно шест годишно момиченце на име Рин. Семейството на покойника е объркано от тази новина и никой не иска да поеме отговорност за момиченцето. За изненада на всички, именно Дайкичи е този, който заявява, че ще се грижи за детето, което на практика му е леля (то е дъщеря на бащата на майката му). Дайкичи, който през целия си живот се е грижил само за себе си и нищо не знае за отглеждането на деца, трябва да промени много от навиците си, за да може да се грижи за малката Рин, която се оказва изключително умно и даровито дете. Постепенно той свиква с нея и по между им се заражда силна връзка. В крайна сметка се сприятелява с много нови хора, открива удоволствието от това да си родител и осъзнава истински смислените неща в живота си.

## Герои
- Дайкичи Каучи

Дайкичи е тридесет годишен ерген, който се нагърбва с отговорната задача да отгледа малката Рин. Той е изключително способен служител и най-добрия в своя отдел. След като Рин заживява с него, той се отказва от много свои навици – спира цигарите, слага край на срещите с колеги след работа, премества се на друга служба, за да има повече време за детето. Осъзнавайки колко малко всъщност знае за отглеждането на деца, той често се обръща за съвет към своите колеги и по-специално към Юкари – млада майка с малко дете, която помага на Дайкичи да разбере какво е да си родител. Дайкичи е принуден освен на Рин да бъде опора на своите родители, които първоначално не приемат Рин, но постепенно се привързват към нея и на братовчедка си, която има проблеми със съпруга си. Впоследствие той се сближава и с Юкари Нитани – самотна майка, която отглежда сина си сама.
- Рин Кага

Рин е шест годишно момиче, което е дъщеря на дядото на Дайкичи и сестра на майка му. Въпреки че е малка тя е изключително умно дете, с дарба да рисува и въпреки годините си – отлична готвачка. Често поучава Дайкичи за лошите му привички и го принуждава да се откаже от някои вредни навици.
- Коуки Нитани

Коуки е синът на Юкари. След развода на родителите си, той живее с нея. Двамата с Рин учат в една детска градина, а след това и тръгват заедно на училище. Той е палаво дете, което често ядосва Дайкичи, но му припомня, че той самия не е бил различен на неговите години. Двамата с Рин ходят заедно на училище.
- Юкари Нитани

Майката на Коуки. След развода си, тя сама трябва да се грижи за своя син. Покрай дружбата на Коуки с Рин се сближава с Дайкичи и постепенно помежду им се заражда приятелство и симпатия. Споделили обща съдба, двамата с Дайкичи често си помагат и грижат един за друг.
- Масако Йоши

Майката на Рин. Поверява детето си  на дядото на Дайкичи, за да посвети времето си изцяло на кариерата като художник на комикси. Въпреки че се опитва да се дистанцира изцяло и да забрави дъщеря си, Масако никога не заличава от съзнанието си Рин. Дайкичи, който се среща с нея, я информира за развитието на момиченцето ѝ. Това става причина на моменти Мисако да изпада в депресия.
- Харуко Маеда

Братовчедка на Дайкичи и майка на Рейна. Харуко живее със съпруга си и неговите родители, но въпреки това се чувства изоставена и самотна. Мъжът ѝ работи много и рядко има време да отдели време на семейството си, което е причина Харуко за кратко да заживее при братовчед си.
- Рейна Маеда

Дъщеря на Харуко и племенница на Дайкичи. Тя е изключително жизнерадостно момиченце, много енергично, говори много и рядко се замисля какво казва. Двете с Рин са връстнички и бързо се сприятеляват.

## Музика

### Начални песни
- Sweet drops – в изпълнение на PUFFY

### Завършващи песни
- High, High, High – в изпълнение на Kasarinchu

### Други песни
1. Otozureta Henka
2. Hitori no Onnanoko
3. Daikichi to Rin
4. Wakare
5. Wakare 2
6. Tatamae
7. Ketsui
8. Asa Gohan
9. Kattou
10. Yoku Wakaren
11. Soudan
12. Sukkari Chichi
13. Jikan Keika
14. Yorokobi
15. Gimon
16. Kore wa Ase!
17. Knight
18. Kouki no Theme
19. Kouki Mama
20. Urei
21. Koigokoro
22. Sou Ichi no Kakugo
23. Shinpai
24. Odekake
25. Tomadoi
26. Iede
27. Shiawase
28. Fureai
29. Hajime no ippo
30. SWEET DROPS (пиано версия)
31. High High High (пиано версия)

## Списък на епизодите
| 01 | 8 юли             | Момиченцето-камбанка                | След като разбира че дядо му е починал, Дайкичи се отправя към дома на покойния за предстоящото погребение. Там, в градината сред цветята, той вижда непознато малко момиченце в черна рокличка. От майка си научава, че това е дъщерята на дядо му, за чието съществуване никой не е подозирал. След погребението, семейството обсъжда какво да правят с детето. Разгневен от това, че никой не иска да поеме отговорност за малката Рин, Дайкичи заявява, че ще я вземе със себе си. |  |  |  |
| 02 | 15 юли 2011       | Клетва с кутретата                  | Приел Рин в дома си, Дайкичи се сблъсква с първия проблем, за който въобще не се е замислял – детска градина. Тъй като е изпуснал сроковете за записване в постоянна, той е принуден да води Рин във временни. Междувременно той трябва да работи, а служебния му график не е съобразен с новите му отговорности и той непрекъснато закъснява да вземе Рин от детската градина. Междувременно той пази всичко това в тайна от колегите си. |  |  |  |
| 03 | 22 юли 2011       | Решението на Дайкичи                | Дайкичи започва да търси коя е майката на Рин и причините, поради които я е изоставила. В търсенето си, той се завръща в къщата на покойния си дядо, където се натъква на скрит компютърен модем. Когато пита Рин тя му казва, че си спомня как в дома на баща ѝ е идвала жена на име Мисако Йошо – същата, която е вписана като майка в документите за раждането на малката. Така Дайкичи продължава с издирването на тайнствената Мисако. Дайкичи трябва да вземе и друго трудно решение – да се премести в друг отдел, за да може да има повече свободно време за Рин.                                                                                     |  |  |  |
| 04 | 29 юли 2011       | Писмо                               | Рин се запознава с момче на име Коуки, което посещава същата детска градина като нея. То живее с майка си – Юкари, която е разведена със съпруга си. Дайкичи и Юкари се запознават и по между им се заражда симпатия, продукт на общата съдба, която споделят. По-късно Дайкичи трябва да присъства на прощалното парти, което му организират неговите колеги, по повод преместването му на друга длъжност. Там той за пръв път води Рин със себе си. Междувременно Дайкичи се натъква на документи оставени от дядо му, които могат да го отведат до майката на Рин. След покупката на бюро за малката, той все пак решава да се обади на тайнствената жена. |  |  |  |
| 05 | 5 август 2011     | Дайкичи трябва да си остане Дайкичи | Дайкичи се среща с майката на Рин – Мисако и разбира мотивите, накарали я да изостави дъщеря си. Тя желае да се посвети изцяло на работата си като художник на комикси и няма време да се грижи за дете. Именно тя предлага на Дайкичи, Рин да използва неговата фамилия, за да избегне неприятни ситуации. Малко по-късно той пита малката дали иска да я осинови и да смени фамилията ѝ, но тя отказва. |  |  |  |
| 06 | 12 август 2011    | Моето дърво                         | Дайкичи разказва на Рин как когато той и сестра му са се родили родителите им засадили по едно дръвче за всеки от тях. Рин също пожелава да им едно такова и Дайкичи се отправя към дома на дядо си, за да провери дали старецът не е засадил такова при раждането на малката. Все пак намира такова и го пренася в собствената си градина, където го засажда за огромна радост на Рин. |  |  |  |
| 07 | 19 август 2011    | Тайно напускане на дома             | Братовчедката на Дайкичи Харуко заедно с дъщеря си напуска дома си и го моли да остане при него за няколко дни. Дайкичи приема, разбирайки че тя се чувства ужасно самотна и изолирана, защото съпругът ѝ никога не намира време за нея. Междувременно Рейна и Рин, ненатоварени с грижите на възрастните, се радват на компанията си. В крайна сметка съпругът на Харуко идва да прибере семейството си. |  |  |  |
| 08 | 26 август 2011    | Безценното на дядо                  | Дайкичи и Рин посещават гроба на баща ѝ. Там двамата намират стъкленица от мастило, същото което използва и Мисако. Дайкичи разбира, че и тя е посетила гроба и отива да я търси. Така той се среща с Мисако и нейния приятел, който дотогава не е подозирал, че тя е имала връзка с много по-възрастен мъж. Малко по-късно Рин и Дайкичи отиват в дома на покойника, но там виждат, че прекрасната градина с цветята камбанки, любимите на мъртвия, е унищожена и всичко е засипано с чакъл. Тогава Дайкичи предлага да засадят същите цветя и в техния дом.                                                                                                 |  |  |  |
| 09 | 2 септември 2011  | Идването на тайфуна                 | Очаква се Токио да бъде връхлетян от тайфун и всички се готвят за стихията. В тази обстановка Дайкичи трябва да вземе Рин от детската градина. Там обаче се среща с Юкари и малкия Коуки и Рин предлага четиримата да вечерят заедно докато бурята на премине. |  |  |  |
| 10 | 9 септември 2011  | Грипът                              | В училището на Рин има грипна епидемия и скоро Дайкичи разбира, че и тя е болка. За пръв път сблъскал се с подобно нещо той моли за помощ Юкари, която заедно със сина си прекарва вечерта в дома му в грижи за малката Рин. Тя се оправя, но самата Юкари се разболява от настинка. |  |  |  |
| 11 | 16 септември 2011 | Първата стъпка                      | Докато Юкари се възстановява от болестта Дайкичи се грижи за малкия Коуки. Междувременно в училище е обявено състезание по скачане на въже, в което иска да участва и Рин. След състезанието двамата отиват на гости на родителите на Дайкичи. Там пада и първото млечно зъбче на Рин. Към пътя за дома Дайкичи поглежда назад към изминалата една година, която е прекарал заедно с малката. |  |  |  |
|    |                   |                                     | |  |  |  |

### Допълнителни епизоди
| 2.5 | 28 октомври 2011 | „Аквариум от листа“     | Рин започва да се интересува от правенето на рибки от листа.                                                                          |  |  |  |
| 3.5 | 25 ноември 2011  | „Скъпи Дядо Коледа“     | Рин и Дайкичи се приготвят да посрещнат първата си Коледа заедно.                                                                     |  |  |  |
| 6.5 | 16 декември 2011 | „Небе пълно с цветчета“ | Черешовите дървета са цъфнали и Дайкичи и Рин с помощта на Юкари се готвят за пикник.                                                 |  |  |  |
| 8.5 | 27 януари 2012   | „Пътят към дома“        | След връщане от фестивал Дайкичи предлага на Рин, Коуки и Юкари да се отклонят от пътя към дома, за да им покаже своето „тайно място“ |  |  |  |
|     |                  |                         | |  |  |  |